# 茲維尼亞奇 (博戈羅德恰尼區)
48°44′46″N 24°25′40″E / 48.74611°N 24.42778°E
茲維尼亞奇（烏克蘭語：Дзвиняч），是烏克蘭西部的村莊，隸屬伊萬諾-弗蘭科夫斯克州的伊萬諾-弗蘭科夫斯克區。該村面積18平方公里，2024年人口2,468，人口密度每平方公里189.9人。